# Aphytis moldavicus
Aphytis moldavicus är en stekelart som beskrevs av Yasnosh 1966. Aphytis moldavicus ingår i släktet Aphytis och familjen växtlussteklar.
Artens utbredningsområde är:
- Tjeckien.
- Tadzjikistan.
- Moldavien.

Inga underarter finns listade i Catalogue of Life.